# Revised Standard Version
Revised Standard Version (RSV) – angielskojęzyczny przekład Biblii, wydany po raz pierwszy w 1946 (Nowy Testament) i 1952 (cała Biblia w kanonie protestanckim). Miał też wydanie katolickie (1966) i ekumeniczne (1973). Publikacja była inicjatywą National Council of Churches ze Stanów Zjednoczonych.

## Charakterystyka
Revised Standard Version jest modyfikacją starszego przekładu American Standard Version (ASV) z 1901, a tym samym nawiązuje do języka i tradycji autoryzowanej wersji Biblii króla Jakuba (King James Version) z początku XVII wieku. Twórcy przekładu odwoływali się do osiągnięć współczesnej biblistyki oraz „dobrego wyczucia” angielszczyzny, pozostawali jednak wierni KJV tam gdzie było to możliwe. Wstęp do wydania podkreślał, że nie jest to całkowicie nowy przekład, a właśnie rewizja ASV i KJV – stąd Revised Version w nazwie.
Wydany jako pierwszy Nowy Testament (1946) był przyjęty bardzo dobrze przez wszystkie amerykańskie Kościoły. Stary Testament wzbudził jednak kontrowersje, ponieważ przekład oderwano od interpretacji nowotestamentowych. Na przykład w proroctwie z Iz 7,14, które interpretowane było jako zapowiedź dziewiczego poczęcia Jezusa słowo tradycyjnie tłumaczone jako virgin („dziewica”) przetłumaczono jako young woman („młoda kobieta”). Dlatego też ewangelikalni chrześcijanie unikali tego przekładu: należał on do najmniej popularnych wydań Biblii w Stanach Zjednoczonych.
W 1982 ukazało się popularne wydanie Reader's Digest Bible przygotowane przez B. Metzgera, będące streszczeniem Pisma Świętego – Stary Testament został zmniejszony o połowę, a Nowy o jedną czwartą.
Dalsze zmiany w tekście RSV doprowadziły do wydania w 1989 New Revised Standard Version. Porzucono tam ostatnie archaizmy (np. zaimek osobowy thou – obecnie zastąpione przez you) oraz zastosowano język inkluzywny. Wydanie to nie jest akceptowane przez ewangelikalnych chrześcijan, którzy zarzucają mu fałszowanie Słowa Bożego.

## Wydania katolickie i ekumeniczne
Wydanie katolickie (1966) zawierało kilka zmian w tekście Nowego Testamentu, na przykład tam gdzie mówi się o braciach Jezusa, słowo brothers zastąpiono przez brethren, tak aby wykazać dziewictwo Marii. Z kolei w pozdrowieniu Marii przez Anioła (Łk 1,28) użyto tradycyjnego full of grace („łaski pełna”) zamiast favored one („obdarowana łaską”). To wydanie otrzymało też imprimatur arcybiskupa Westminsteru. Tabela ze wszystkimi zmianami w tekście i przypisach znajduje się na końcu publikacji NT.    
Przekład spotkał się z akceptacją papieża Pawła VI. Jednak w tym samym roku (1966) ukazała się angielska Jerusalem Bible, a cztery lata później New American Bible – i to te dwa wydania stały się najbardziej popularnymi przekładami katolickimi.
W wydaniu ekumenicznym dołączono także kanoniczne księgi niektórych ortodoksyjnych Kościołów wschodnich, które nie weszły ani do kanonu katolickiego, ani protestanckiego: 3 i 4 Księgę Machabejską oraz Psalm 151. Satysfakcję z tego wydania wyraził patriarcha ekumeniczny Konstantynopola Demetriusz I.

## Lista wydań
- New Testament (1946)
- Old Testament (cała Biblia w kanonie protestanckim; 1952)
- Apocrypha (księgi deuterokanoniczne; 1957)
- Modified Edition (1962)
- Catholic Edition (NT 1965, pełny RSV-CE 1966)
- New Testament, Second Edition (1971)
- Common Bible (1973) – wydanie ekumeniczne RSV zawierające poza katolickimi księgami deuterokanonicznymi także trzy księgi uznawane przez Kościoły wschodnie.
- Apocrypha, Expanded Edition (1977)
- Second Catholic Edition (2006)